# Taxi to L.A.
 (juillet 2014).
Pour plus de détails, voir Fiche technique et Distribution.
Taxi to L.A. (Taxi pour Los Angeles) est un film canadien réalisé par Bashar Shbib, sorti en 1997. C’est le deuxième volet d’une série de six films appelée The Senses (Les sens). Le sens qui y est privilégié est la vue.

## Synopsis
Après l’annulation de son mariage par son fiancé, Sam, une montréalaise mondaine, décide de s’offrir les services de Jack, un chauffeur de taxi aux tendances voyeuristes qui doit la conduire de Montréal à Los Angeles. Face aux difficultés imprévues du voyage, ce couple mal assorti va développer une complicité inattendue.

## Fiche technique
- Titre : Taxi to L.A.
- Réalisation : Bashar Shbib
- Scénario : Bashar Shbib, Diane Carlson
- Histoire : Liz Shannon
- Production : Pierre Latour, Bashar Shbib, Michel Zgarka, Sami Chbib
- Photographie : Jay Ferguson
- Montage : Philip Jandaly, Rosella Tursi
- Musique : Jean-François Fabiano
- Pays d'origine : Canada
- Langue : anglais
- Durée : 78 min
- Format : couleur, 35 mm
- Date de sortie : 9 mai 1997 [1],[2].

## Distribution
- Sam : Alexandra Woodward
- Jack : Mark Houghton

## Diffusion
Taxi to L.A. est sorti en même temps que les autres volets de The Senses au cinéma l’Impérial à Montréal, le 9 mai 1997,.

## Style et genre
Taxi to L.A. est un road movie .

### Exploration du thème sensoriel
Le sens de la vue est exploré à travers les sites et les paysages filmés .